# Livre des timbres
Le Livre des timbres est un livre publié par La Poste en France.
Publié pour la première fois en 1994 par les services de La Poste, il regroupe l'ensemble des timbres imprimés durant une année. Ces ouvrages sous emboîtage donnent aussi des informations sur le type d'impression du timbre poste et le contexte historique, social ou culturel auquel il se rapporte.

## Livres thématiques
Dans la continuité du livre des timbres de l'année, La Poste a publié de nombreux ouvrages se rapportant en général à des blocs ou feuilles de timbres comme Les Voyages extraordinaires de Jules Verne en 2005, ou plus récemment[Quand ?] sur le thème du cirque.